# Onthophagus cognatus
Onthophagus cognatus là một loài bọ cánh cứng trong họ Bọ hung (Scarabaeidae).